# Elizabeth Gould Davis
Elizabeth Gould Davis (1910–1974) foi uma bibliotecária norte-americana.
Nasceu no Kansas. Graduou-se em Biblioteconomia pela Universidade do Kentucky, em 1951. Escreveu o livro The First Sex, considerado um marco da teologia feminista, enquanto trabalhava como bibliotecária em Sarasota, na Flórida. Morreu enquanto ainda trabalhava no que seria o seu segundo livro, The Female Principle.
Entre outras hipóteses, defendeu a possibilidade de que a Atlântida fosse a Antártida antes de ter sido coberta de gelo.